# Glossodia major
Glossodia major är en orkidéart som beskrevs av Robert Brown. Glossodia major ingår i släktet Glossodia och familjen orkidéer. Inga underarter finns listade i Catalogue of Life.

## Bildgalleri

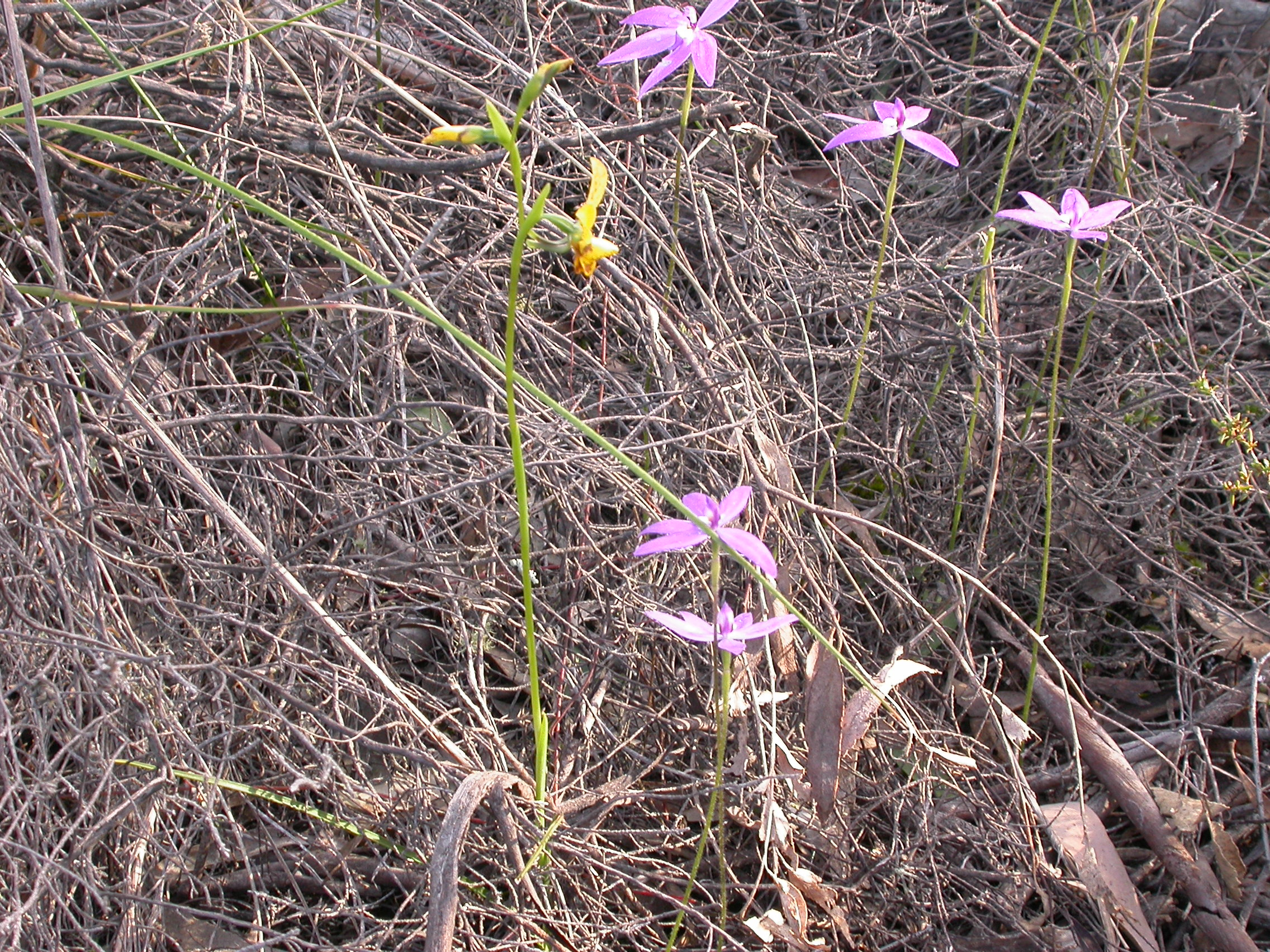
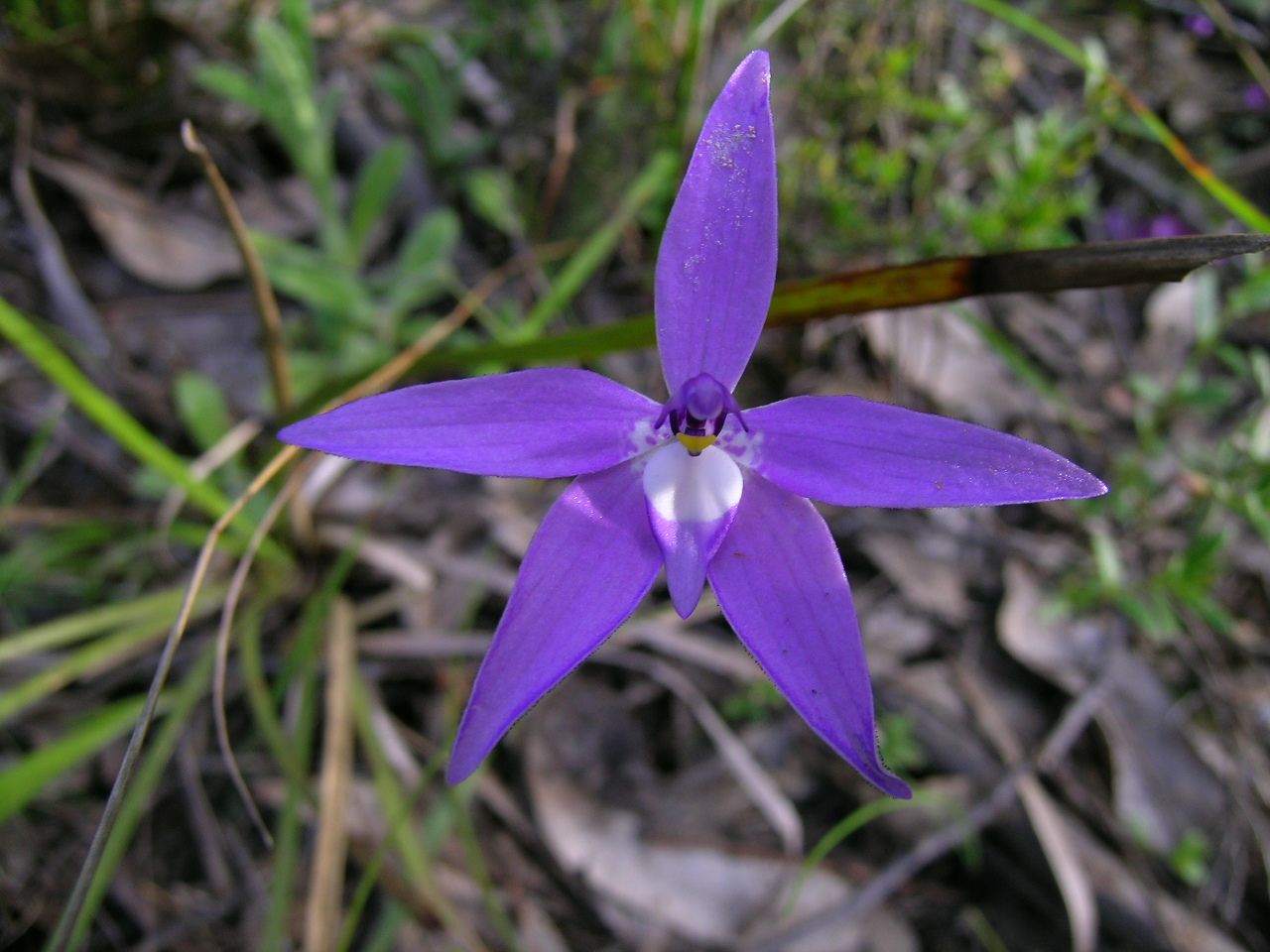
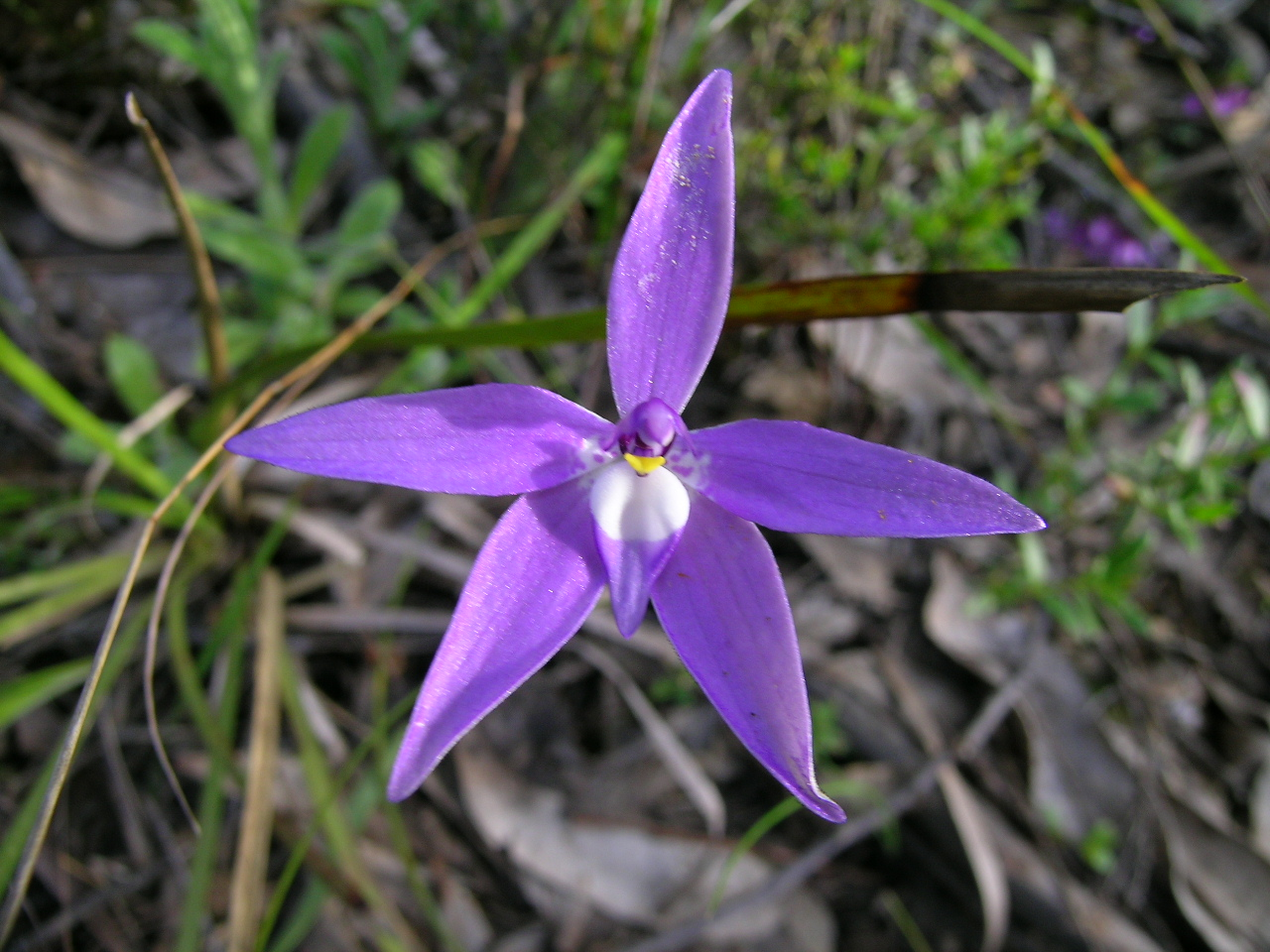
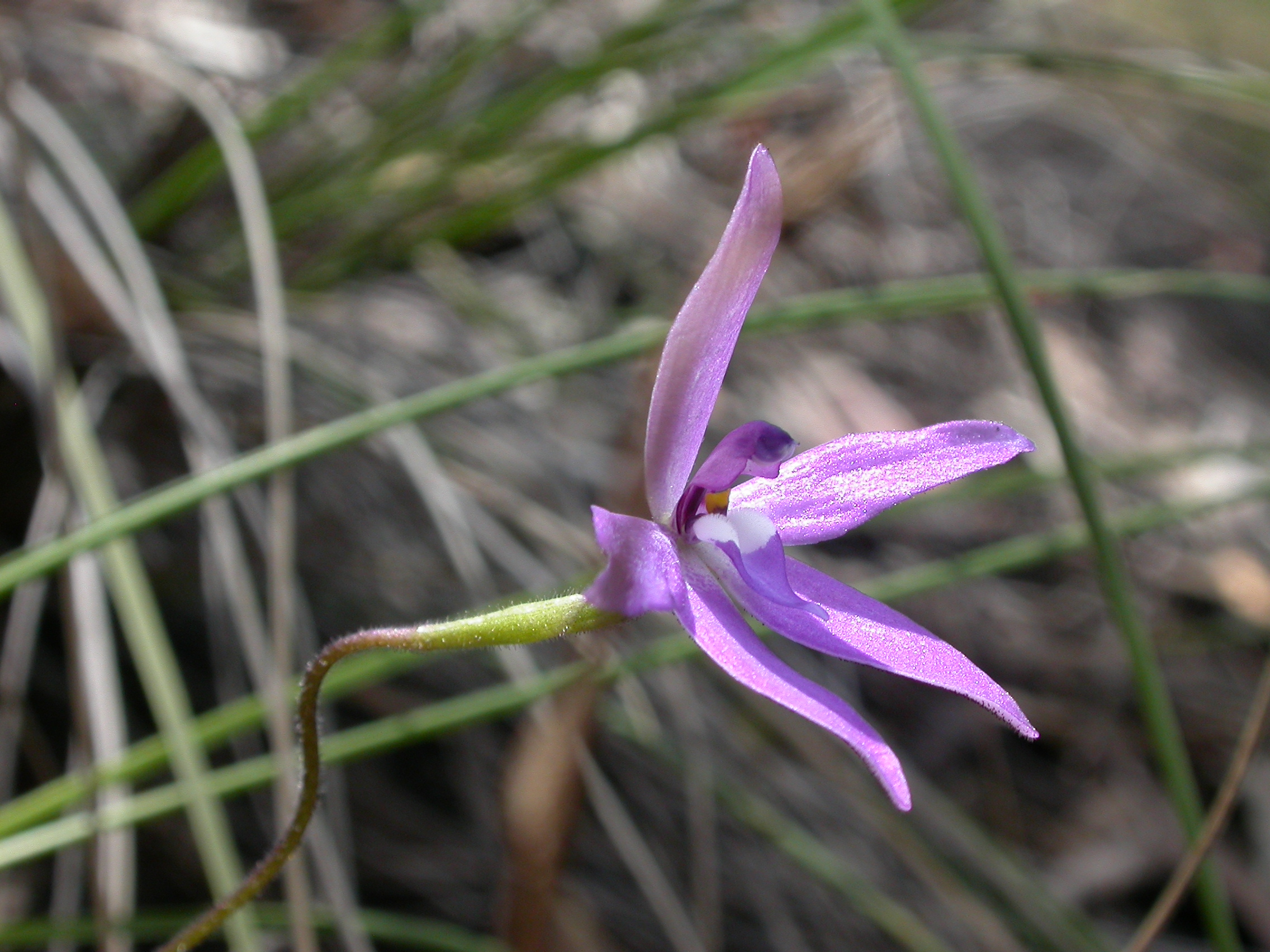
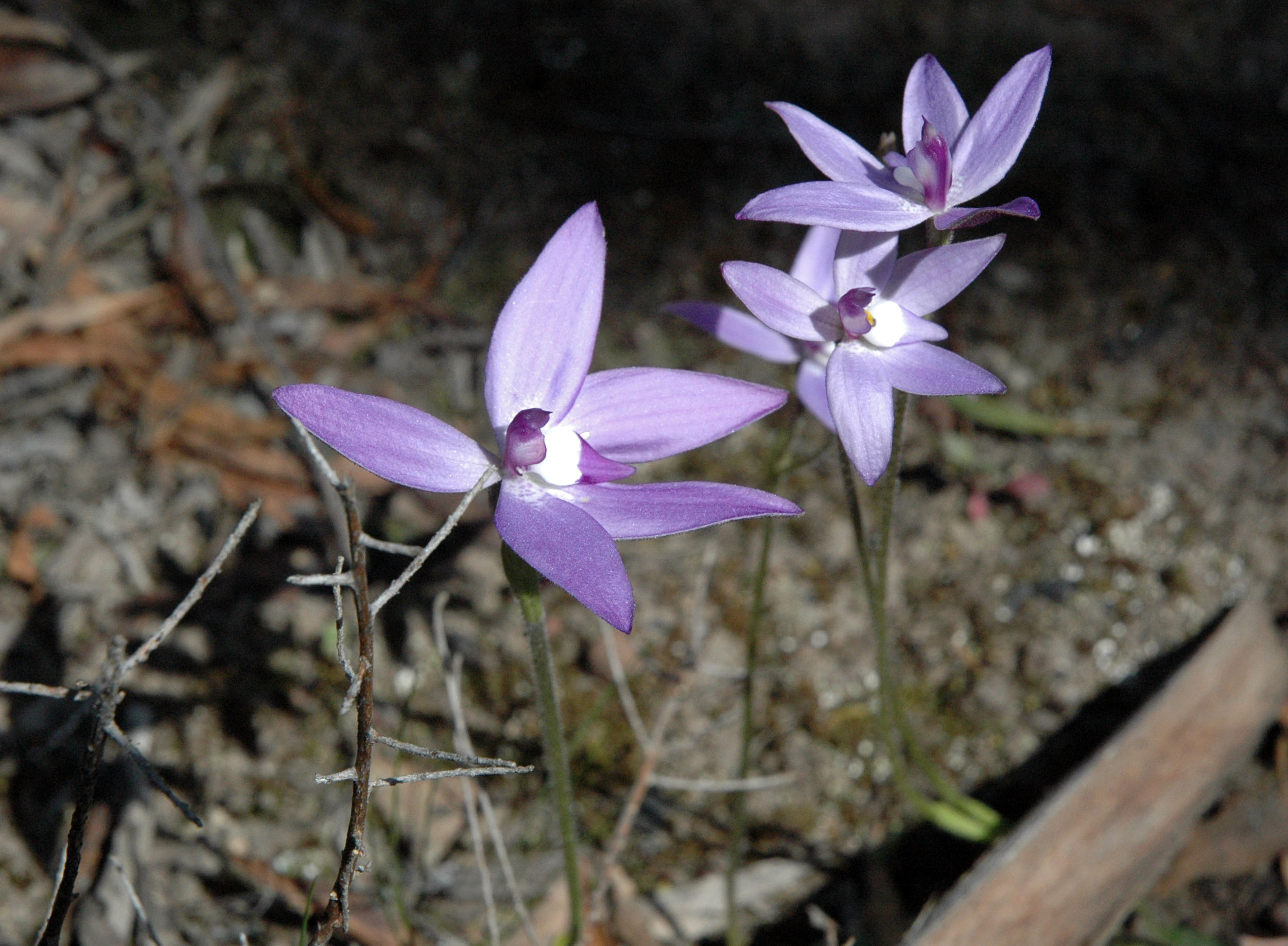
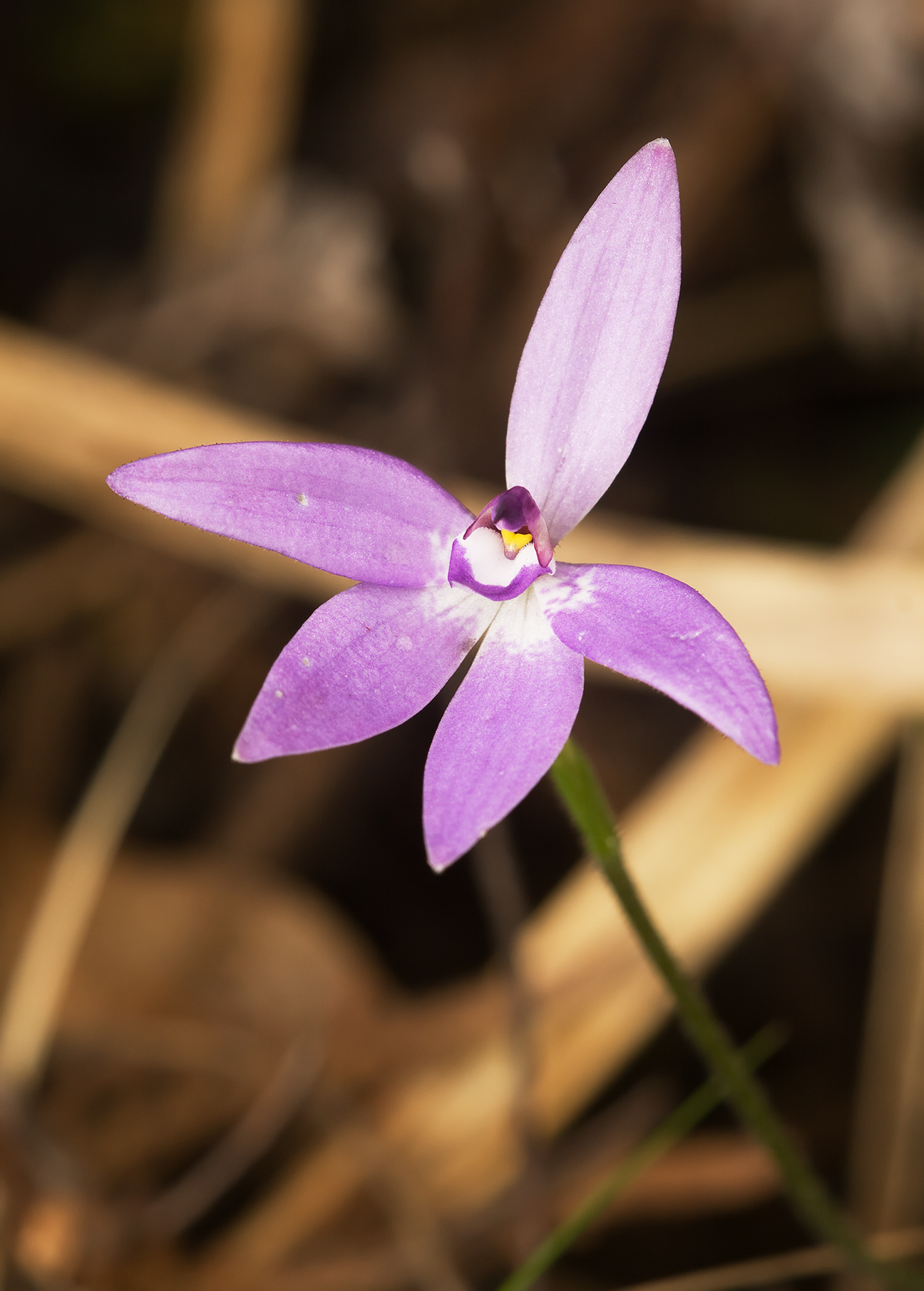